# François-Xavier Dumortier

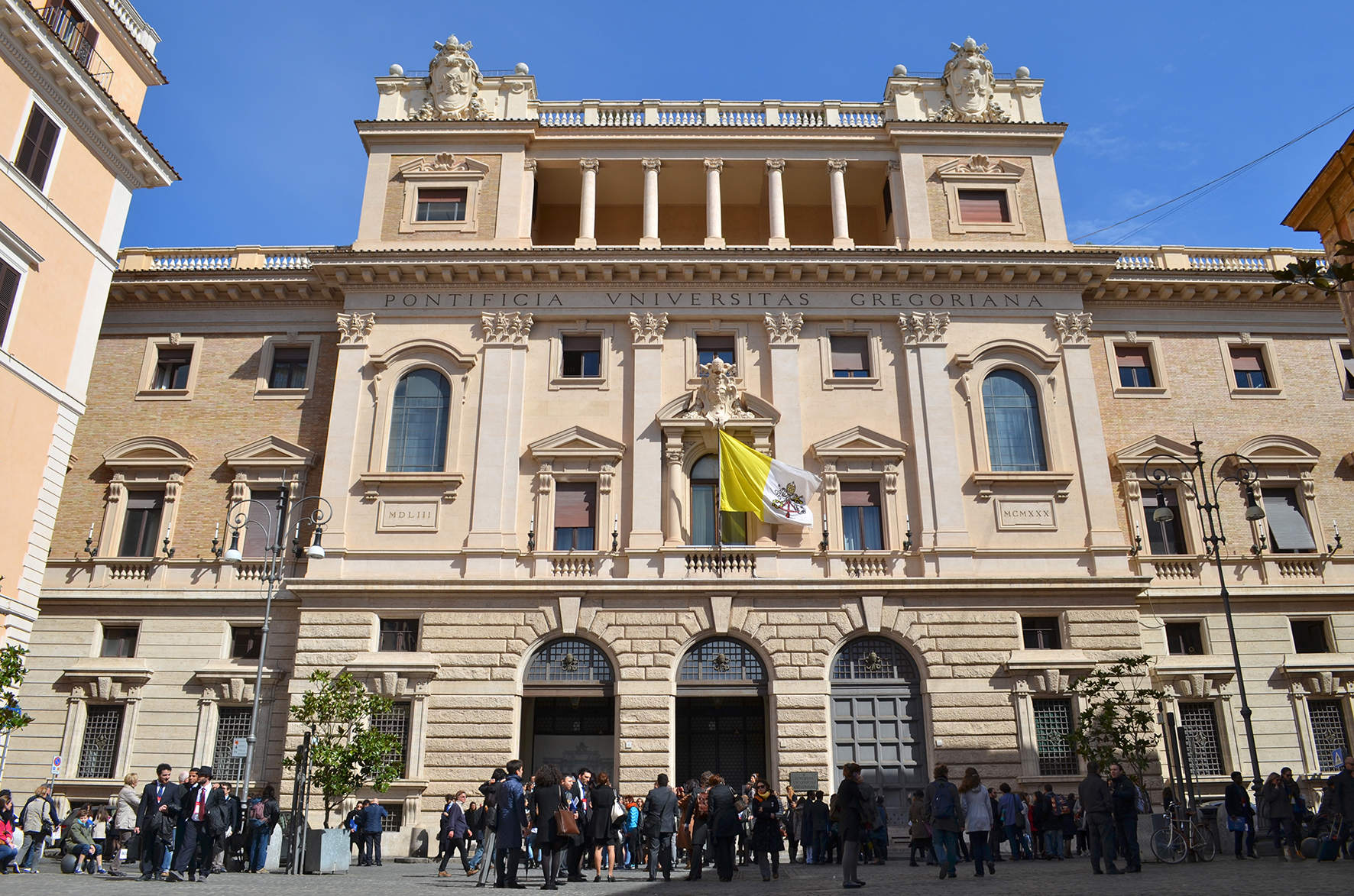
Päpstliche Universität Gregoriana (2014)

François-Xavier Dumortier SJ (* 4. November 1948 in Levroux) ist ein französischer, römisch-katholischer Theologe. Er amtierte von 2010 bis 2016 als Rektor der Päpstlichen Universität Gregoriana.

## Leben
François-Xavier Dumortier studierte nach seinem Abitur 1967 am Institut d’études politiques de Paris Rechtswissenschaften. Parallel zu einer Tätigkeit in einer Pariser Bank absolvierte er einen Master of Financial Management. 1973 trat er in die Ordensgemeinschaft der Gesellschaft Jesu ein und legte 1975 Profess ab. Von 1975 bis 1979 studierte er Philosophie und Katholische Theologie an der jesuitischen Hochschule Centre Sèvres in Paris, anschließend Theologie an der Weston Jesuit School of Theology in Cambridge, Massachusetts. Mit einem Doktoratsstudium in Rechtsphilosophie wurde er an der Universität Paris II promoviert. Nach seiner Priesterweihe im Jahre 1982 war er bis 1985 für die Zeitschrift Études von Paul Valadier tätig und forschte über das Lebenswerk von Hannah Arendt. 1991 wurde er stellvertretender Rektor und 1997 als Nachfolger von René Marlé Rektor des Centre Sèvres. Er ist Professor für Philosophie und philosophische Ethik am Centre Sèvres sowie am Institut Catholique de Paris. 2003 wurde er Provinzial von Frankreich der Gesellschaft Jesu.
Papst Benedikt XVI. ernannte François-Xavier Dumortier zum Rektor der Päpstlichen Universität Gregoriana. Er trat die Nachfolge des seit 2004 amtierenden Gianfranco Ghirlanda am 1. September 2010 an. Dieses Amt übte er bis zum 1. September 2016 aus. Im November 2017 galt er als Kandidat für die Neubesetzung des Erzbistums Paris.

## Schriften
- Science et présence jésuites entre orient et occident: Journée d’études autour de Fronton du Duc. Médiasèvres 2004, ISBN 2-900388-65-1.
- Henri de Lubac: Carnets du Concile Coffret en 2 volumes: Tome 1 et 2. Cerf, 2007 (Neuauflage), ISBN 978-2-204-08447-5, zusammen mit Jacques de Larosière.